# Itinga do Maranhão

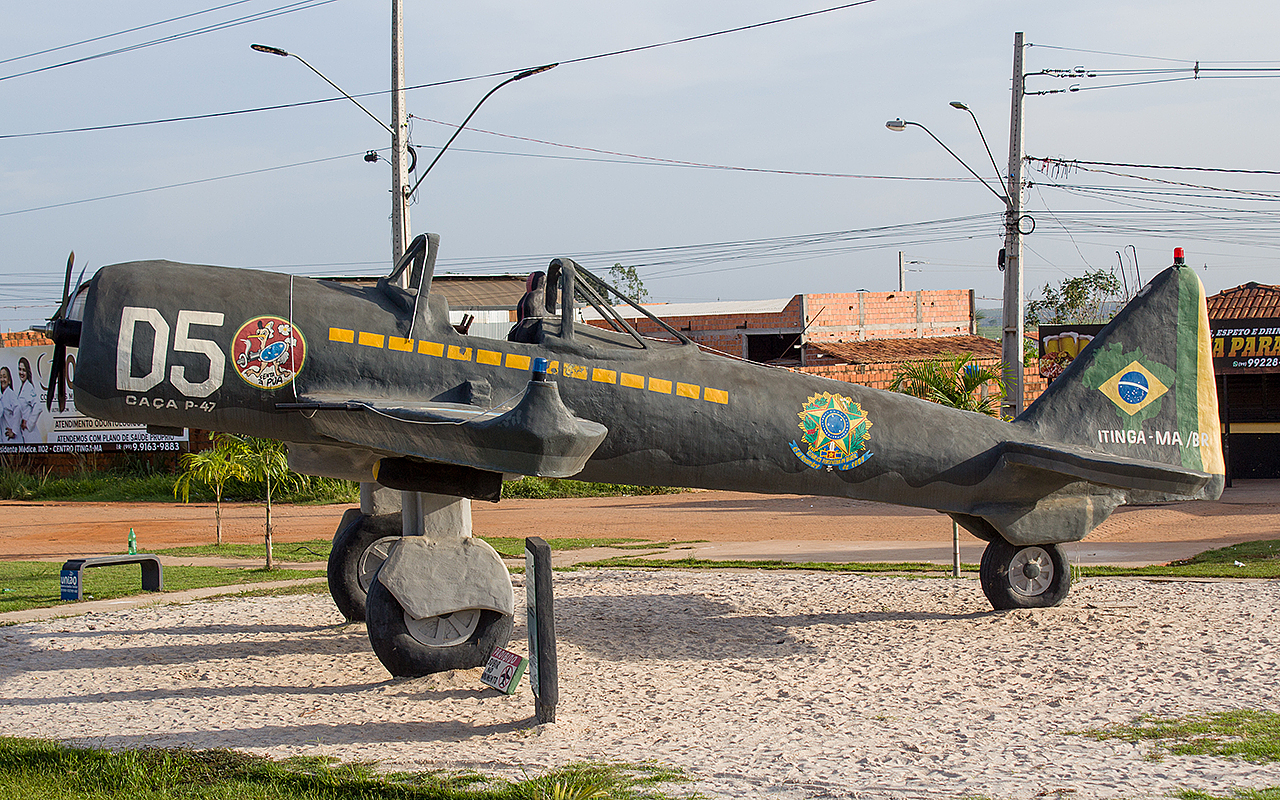
Na cidade de Itinga do Maranhão -Brasil tem uma replica do O Republic P-47 Thunderbolt, também conhecido como "Jug", foi o maior, mais caro e mais pesado caça na história da aviação a ser motorizado por um único motor de combustão interna. Foi um dos principais caças da Força Aérea dos Estados Unidos durante a Segunda Guerra Mundial, sendo utilizado também por outras forças aliadas durante o conflito, incluindo a Força Expedicionária Brasileira. Fonte:https://pt.wikipedia.org/wiki/Republic_P-47_Thunderbolt?veaction=edit

Itinga do Maranhão é um município brasileiro localizado na Região Amazônica do Estado do Maranhão e na Região Metropolitana do Sudoeste Maranhense, sendo o 4ª mais populoso da Microrregião de Imperatriz e o 65ª do estado.
Itinga conta com uma população de 26.000 habitantes segundo estimativas do IBGE 2019 e 3.596,99 km² em extensão territorial o 19ª maior município em área do estado. Fundada em 1994, tem como principal fonte de renda a indústria madeireira, pecuária e o setor de serviços.
O município está em intensa conurbação com a Vila Bela Vista, distrito da cidade de Dom Eliseu do Pará, herdando mais características culturais do estado vizinho do que do próprio estado.

## Topônimo
"Itinga" do tupi y'tinga que significa "água branca" ou "águas claras", junção dos termos 'y ("água") e ting ("branco" ou "claro", "alvo").

## História
Em 1959, em decorrência da Rodovia Belém-Brasília, foi criado um pequeno povoado às margens do Rio Itinga, no estado do Maranhão. O rio, mais tarde, lhe emprestaria o nome. Fato ocorrido durante o governo do Presidente Juscelino Kubitschek, teve como primeiros moradores, Manoel Pereira de Carvalho (Manoel Ventinha), Manoel da Silva (Manoel Baixinho) e Manoel Barros (Manoel Tratorista), Darly Rosa e Nadir Campos oriunda do estado de Minas Gerais, quando a migração da cidade de Carlos Chagas - MG começou para o povoado de Itinga. Outro motivo que estimulou a sua criação foi a implantação do Posto Fiscal, na fronteira com o estado do Pará. Nesta época, incentivados pelo estado e pela promessa de terras e riqueza na nova fronteira amazônica, chegaram na região muitas famílias vindas de outros estados, principalmente Bahia, Minas Gerais, Ceará e Espírito Santo. Nessa época chegou a família de João Barbosa Botelho, cuja esposa Luíza Botelho Costa foi a primeira professora na localidade, na Escola Catulo da Paixão Cearense. Com vistas ao crescimento da localidade, instalou-se a Igreja Católica, tendo como primeiro padre o frei Noé. Em seguida, seu primeiro hospital, Cristo Rei, tendo, como médico, José dos Santos.
Itinga foi elevado à categoria de município e distrito com a denominação de Itinga do Maranhão, pela lei estadual n° 6147 de 10 de novembro de 1994, desmembrado do município de Açailândia - MA. Inicialmente foi instalado o município com seus limites se estendendo entre a nascente do Rio Itinga e a margem esquerda do Rio Açailândia, na divisa com o então município de Carutapera. Posteriormente sofreu uma nova alteração, no ano de 2005, com a divisão do município de Carutapera, parte deste passou a integrar o município de Itinga, ganhando o perímetro atual com o igarapé Panemã no limite norte.
Durante a década de 70 a região viu florescer a indústria madeireira, contando com a disponibilidade e o grande estoque madeireiro da Amazônia, trazendo a instalação de muitas serrarias e movelarias na cidade, consequentemente atraindo outros tipos de investimento. O ciclo madeireiro durou até o início dos anos 2000, quando a disponibilidade do produto caiu pela conversão das florestas e a exploração não sustentável, o que levou muitas madeireiras a  fecharam ou se deslocarem para outras frentes no interior da Amazônia. As terras abertas então proporcionaram um grande desenvolvimento da pecuária de corte, que hoje é uma das principais atividades econômicas do município.
| Área da unidade territorial [2024] | 3.583,423 Km²                                              |
| Hierarquia urbana [2018]           | Centro Local                                               |
| Região de Influência [2018]        | Arranjo Populacional de Imperatriz/MA - Capital Regional C |
| Região intermediária [2024]        | Imperatriz                                                 |
| Região imediata [2024]             | Açailândia                                                 |
| Mesorregião [2022]                 | Oeste Maranhense                                           |
| Microrregião [2022]                | Imperatriz                                                 |

Fonte: 

## Clima
A região de Itinga tem um Clima tropical (Aw) de acordo com a classificação climática de Köppen com temperatura média anual de 26,5°C, índice pluviométrico médio de 1.462mm anuais, temperatura média mínima anual de 26,1° e temperatura média máxima anual de 26,9°. As chuvas costumam a ocorrer depois de novembro quando se aproxima o verão (inverno amazônico) e vão até maio, já o mês mais chuvoso do ano é março com precipitação média de 330mm. Após o mês de maio ocorre a estiagem e com ele o relativo frio durante madrugadas e início das manhãs atípico para a região com temperaturas mínimas caindo aos 20°C ou menos.

## Relevo
Seu relevo é formado basicamente de depressões que compõe a região oeste da Serra do Tiracambu que se estende até a Serra da Desordem, com altitude entre 100 e 200m. Uma região de terreno arenoso e barrento, rica em barro amarelo, propício para produção de todos os tipos de verduras e cereais, como milho, arroz e feijão.

## Hidrografia
Itinga do Maranhão é o maior município da Bacia do Rio Gurupi, com todo seu território exclusivo da bacia. A hidrografia da região é formada por vários rios e riachos que nascem na Serra do Tiracambu, todos afluentes do Rio Gurupi, este formado pela confluência do Rio Açailândia e Rio Itinga, que define a divisa com o estado do Pará. Alguns dos mais importantes rios afluentes do Rio Gurupi são o Rio Cajuapara e Rio Açailândia, ambos nascem numa região de planalto. Existem ainda outros afluentes importantes ao norte do Rio Açailândia, todos com curso sentido leste-oeste, como o Rio Guaramandí, Rio Nova Descoberta, Rio Ipuí, Rio Ipanema e o Igarapé Panemã que define a divisa norte do município, já na Rebio Gurupi.
Um dos problemas crescentes no município é a poluição e assoreamento dos rios, principalmente aqueles que contornam a área urbana, devido ao despejo de efluentes sem nenhum tratamento.

## Vegetação

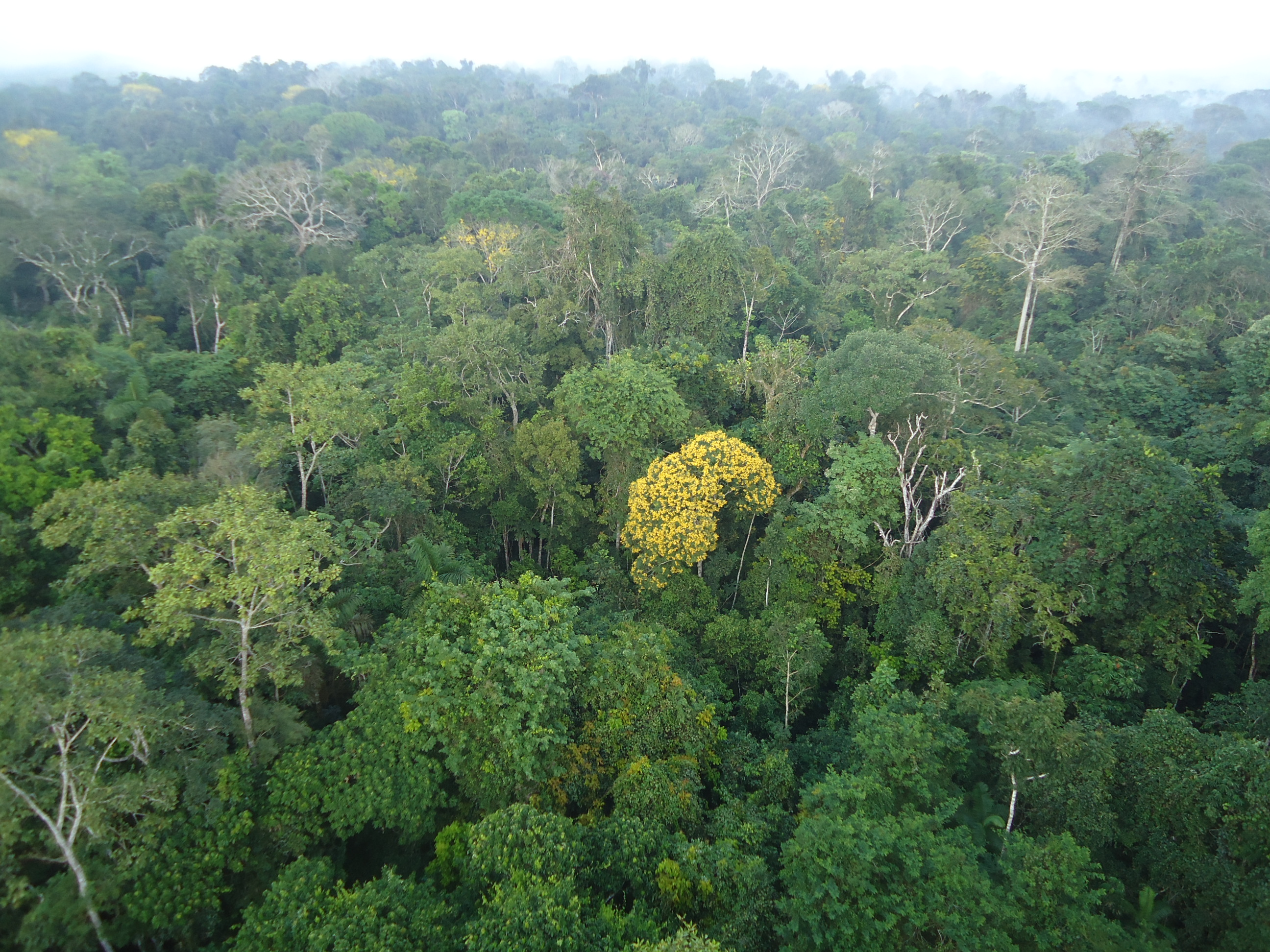
Floresta amazônica

A vegetação é composta por Floresta ombrófila densa, englobando outras faciações floristicas classificadas em Floresta Ombrófila Densa Aluvial, de Terras Baixas e Submontana, esta última com maior predominância, associadas a diferentes faixas altimétricas e, no caso da primeira a corpos d'água, conforme a posição do terreno. Em geral se caracteriza por ter dossel podendo atingir 50 metros de altura, com grande diversidade de espécies vegetais, fazendo parte da área de endemismo Belém.
Ressalta-se que no município não há formações com características de ecótonos, ou consideradas áreas transição, entre o bioma amazônico e extra-amazônico, não possuindo também a presença de palmeiras Babaçu (Attalea speciosa), assim não é correto utilizar o termo pré-amazônia para a região, pois não se trata de uma área de transição, além de ser um termo político, e não acurado cientificamente.
A região possui muitas espécies de interesse florestal, o que levou a uma intensa exploração da região, com a grande maioria das áreas convertidas para pastagens e lavoura. Ainda se encontram áreas com algum grau de preservação ao norte do município, principalmente na árae que compõe a Zona de amortecimento da Reserva Biológica do Gurupi, área considerada prioritária para conservação.

## Fauna

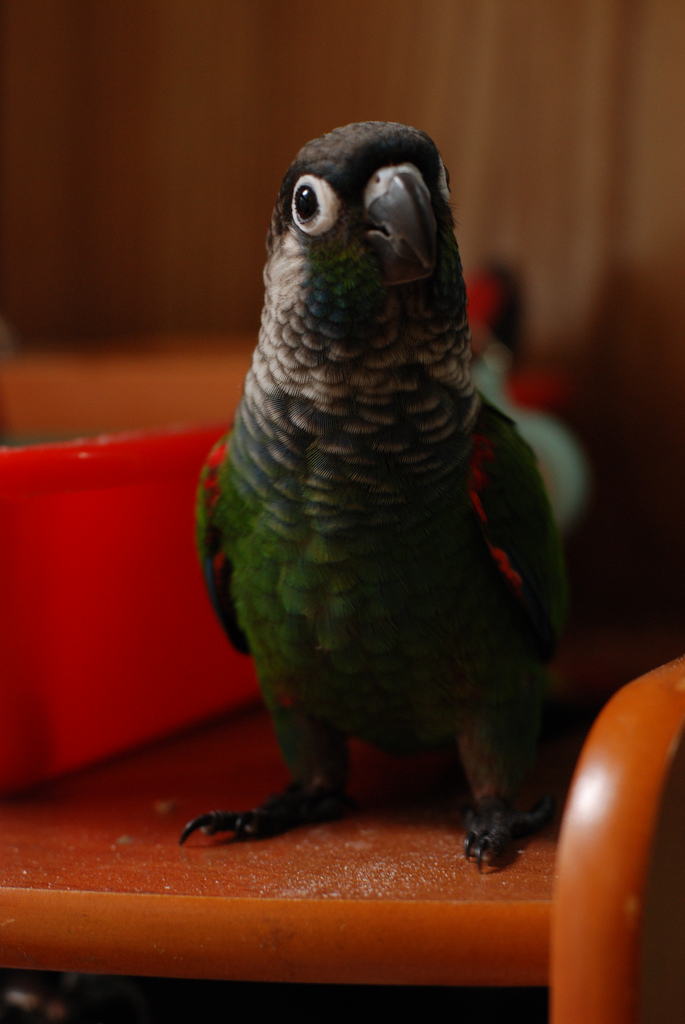
Pyrrhura lepida

A fauna da região sofre grande pressão das atividades humanas, direta e indiretamente. Entre as atividades que mais impactam a biodiversidade local estão o elevado grau de desmatamento, a exploração ilegal de madeira, a abertura de áreas de cultivo e pastagens e para produção de carvão, gerando perda de habitats, além da pesca e caça intensa e desenfreada de aves e mamíferos.
Apesar disso há uma grande variedade de animais típicos da região amazônica que ainda resistem nos fragmentos florestais da região, porém não se sabe o quanto essas populações foram e são afetadas pela ação humana. 

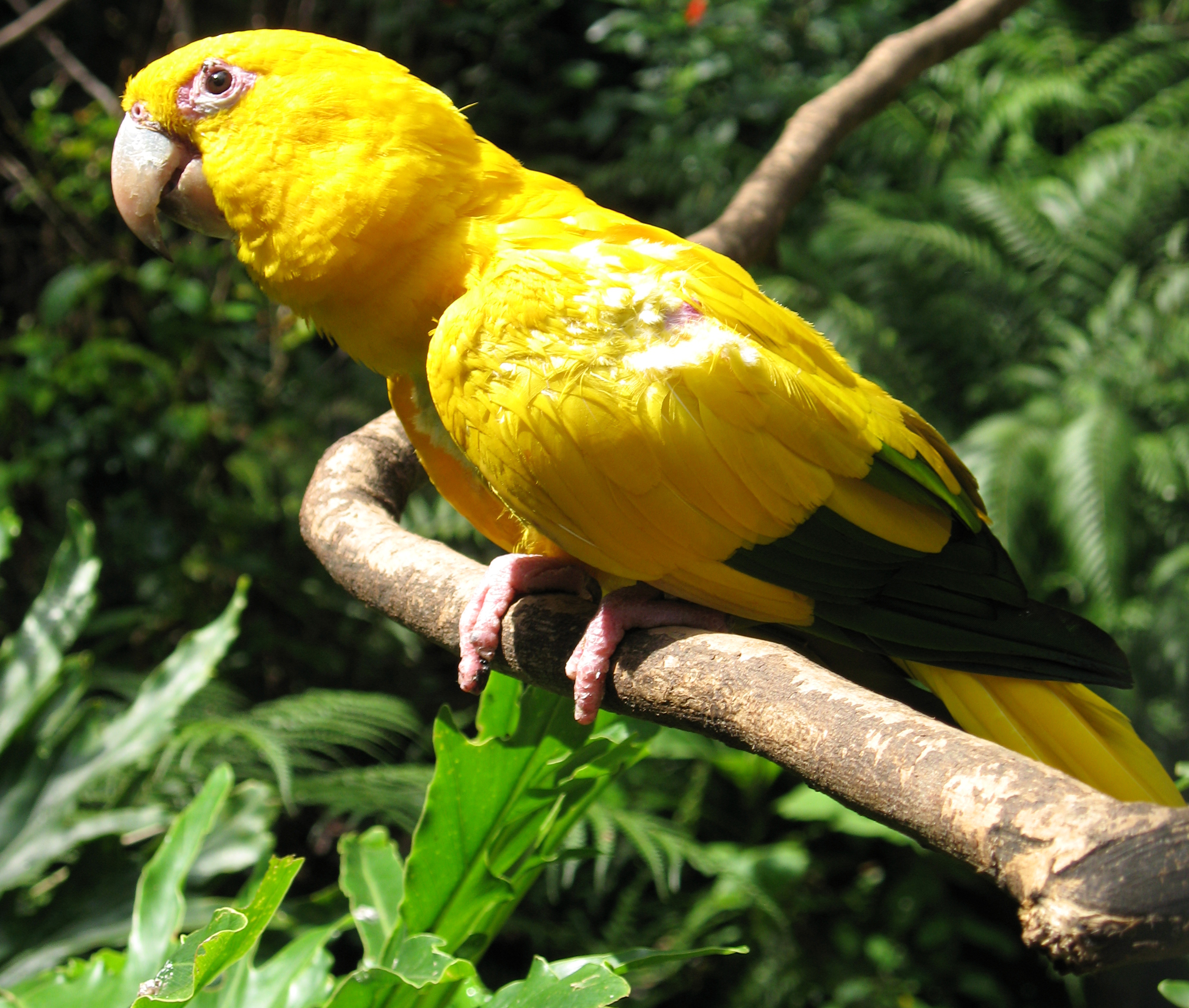
Guaruba guarouba

Com grande diversidade biológica, são encontradas espécies endêmicas Ararajuba (Guaruba guarouba), Tiriba-pérola (Pyrrhura lepida) e o macaco Cairara-kaapor (Cebus kaapori) ameaçados de extinção, principalmente, no caso das aves, pela caça e procura como animal de estimação.
Há ainda tantas outras espécies de répteis como a sucuri (Eunectes murinus), lagarto-de-cifres (Stenocercus dumerilii), Jacaretinga (Caiman crocodilus); de mamíferos como antas (Tapirus terrestris), Veado-mateiro (Mazama americana) e a onça-pintada (Panthera onca), comuns em toda a região de floresta.
| Bioma predominante [2024]             | Amazônia     |
| Área urbanizada [2019]                | 6,72 km²     |
| Esgotamento sanitário adequado [2010] | 8 %          |
| Arborização de vias públicas [2010]   | 64,6 %       |
| Urbanização de vias públicas [2010]   | 0,4 %        |
| Sistema Costeiro-Marinho [2019]       | Não pertence |

Fonte: IBGE
Economia
| PIB per capita [2021]                                                                           | 18.721,59 R$      |
| Índice de Desenvolvimento Humano Municipal (IDHM) [2010]                                        | 0,630             |
| Total de receitas brutas realizadas [2023]                                                      | 117.056.807,30 R$ |
| Transferências correntes (Percentual em relação às receitas correntes brutas realizadas) [2023] | 91,93 %           |
| Total de despesas brutas empenhadas [2023]                                                      | 120.441.656,60 R$ |

Fonte: IBGE
| Salário médio mensal dos trabalhadores formais [2022]                                             | 1,8 salários mínimos |
| Pessoal ocupado [2022]                                                                            | 3.662 pessoas        |
| População ocupada [2022]                                                                          | 16,27 %              |
| Percentual da população com rendimento nominal mensal per capita de até 1/2 salário mínimo [2010] | 47,8 %               |

Fonte: IBGE
Educação
| Taxa de escolarização de 6 a 14 anos de idade [2010]             | 97,1 %           |
| IDEB – Anos iniciais do ensino fundamental (Rede pública) [2023] | 5,1              |
| IDEB – Anos finais do ensino fundamental (Rede pública) [2023]   | 4,2              |
| Matrículas no ensino fundamental [2023]                          | 3.542 matrículas |
| Matrículas no ensino médio [2023]                                | 848 matrículas   |
| Docentes no ensino fundamental [2023]                            | 205 docentes     |
| Docentes no ensino médio [2023]                                  | 60 docentes      |
| Número de estabelecimentos de ensino fundamental [2023]          | 37 escolas       |
| Número de estabelecimentos de ensino médio [2023]                | 4 escolas        |

Fonte: IBGE
Saúde
| Mortalidade Infantil [2022]              | 22,94 óbitos por mil nascidos vivos      |
| Internações por diarreia pelo SUS [2022] | 151,0 internações por 100 mil habitantes |
| Estabelecimentos de Saúde SUS [2009]     | 6 estabelecimentos                       |

Fonte: IBGE